# Meelste
Meelste (Duits: Meelete) is een plaats in de Estlandse gemeente Hiiumaa, provincie Hiiumaa. De plaats heeft de status van dorp (Estisch: küla).
Meelste lag tot in oktober 2013 in de gemeente Kõrgessaare, daarna tot in oktober 2017 in de gemeente Hiiu en sindsdien in de fusiegemeente Hiiumaa.

## Bevolking
De ontwikkeling van het aantal inwoners blijkt uit het volgende staatje:
| Jaar            | 2000 | 2011 | 2021 |
| --------------- | ---- | ---- | ---- |
| Aantal inwoners | 3    | 2    | 4    |

## Geografie
De plaats ligt aan de westkant van het schiereiland Tahkuna, het meest noordelijke deel van het eiland Hiiumaa. De kuststrook hoort bij het natuurreservaat Tahkuna looduskaitseala (18,6 km²). De beek Meelste oja komt bij Meelste uit in de Baai van Meelste, een deel van de Oostzee.
Op het grondgebied van Meelste staat een grove den met een hoogte van 15 meter en een omtrek van 3,4 meter, de Kandle mänd.

## Geschiedenis
Het dorp werd voor het eerst genoemd in 1525 onder de naam Jurghen Mattiszon van Melis, een boerderij. In 1565 stond het bekend als dorp Mälis en in 1633 als Mehlsde. Vanaf 1633 viel het dorp onder het landgoed van Hohenholm (Kõrgessaare).
In de jaren vijftig van de 20e eeuw werd Meelste bij het buurdorp Kauste gevoegd. In de jaren 1977–1997 maakten Kauste en Meelste deel uit van het buurdorp Malvaste. In 1997 werden beide dorpen weer zelfstandig.